# Sofia Österborg Wiklund
Sofia Ingrid Maria Österborg Wiklund, född 18 november 1985 i Tynderö församling, Västernorrlands län, var ledamot av Grön Ungdoms förbundsstyrelse 2006–2007 och 2008–2009 samt ersättare i utbildningsnämnden i Stockholms kommun 2008. Hon har också varit styrelseledamot för Rädda Barnens Ungdomsförbund. År 2019 disputerade hon på avhandlingen Folkbildning i global (o)rättvisa: Makt och motstånd i folkhögskolans internationalisering och transnationella kurser och arbetar numera vid Linköpings universitet.